# بطولة الأمم الخمس 1914
بطولة الأمم الخمس 1914 (بالإنجليزية: 1914 Five Nations Championship)‏ هو الموسم 32 من بطولة الأمم الخمس. كان عدد الأندية المشاركة فيه 5، وفاز فيه منتخب إنجلترا الوطني لاتحاد الرغبي.